# Gustaf Düben starszy
Gustaf Düben starszy (ur. 1624 w Sztokholmie, zm. 19 grudnia 1690 tamże) – szwedzki kompozytor, organista i kapelmistrz, czołowy przedstawiciel nurtu stile moderno w tym kraju.

## Życiorys
Syn Andersa Dübena starszego. Pochodził z rodziny muzyków, której przedstawiciele wyemigrowali w XV wieku z Czech do Niemiec, i której najwybitniejsi członkowie działali w Szwecji. W młodości uczył się w Sztokholmie, później podróżował po Europie. Od około 1648 roku był członkiem kapeli królewskiej. Współpracował z ojcem, a po jego śmierci objął po nim w 1663 roku stanowisko kapelmistrza i organisty kościoła niemieckiego w Sztokholmie.
Znacząco przyczynił się do rozwoju życia muzycznego w Szwecji. Gromadził i kopiował dzieła współczesnych sobie kompozytorów włoskich, niemieckich i francuskich. Pisał także własne kompozycje, spośród których Fadher wår na 4 głosy, 5 instrumentów i basso continuo należy do najwcześniejszych kompozycji chóralnych z tekstem w języku szwedzkim, zaś zbiór Odae Sveticae zawiera pierwsze szwedzkie monodie.